# Шаронска къща
Шаронската къща или бежанска къща е вид къща, строена в България в началото на XX век за десетките хиляди бежанци от Македония и Беломорска Тракия.
Те носят името на френския банкер Рьоне Шарон – специално назначен комисар на Обществото на народите (ОН) за бежанците в България, чиято мисия е да набави за бежанците жилища, земеделски сечива, добитък.
Шарон, който е идеолог на архитектурния модел на бежанските къщи, успява да издейства заем от ОН на стойност 2,25 милиона лири стерлинги. Днес запазени Шаронски къщи има все още по Южното Черноморие, из селата на Странджа планина, Петрич и Петричко.
Шаронските къщи имат проста архитектура: те са едноетажни, имат малка основа против влага, централно общо помещение, около което са долепени от двете му страни стаички. В повечето случаи стаите са непреходни, с достъп само отвън, за автономност на обитателите. При необходимост, долепени до тях се пристрояват още стаи. Конструкцията е лесна за изпълнение и гъвкава, а строителните материали са изключително местни – най-често непечени тухли (кирпич), а за покрива първоначално слама.